# Rocquancourt
Rocquancourt foi uma comuna francesa na região administrativa da Normandia, no departamento Calvados. Estendia-se por uma área de 2,75 km². Em 2010 a comuna tinha 1 631 habitantes (densidade: 593,1 hab./km²).
Em 1 de janeiro de 2019, passou a formar parte da nova comuna de Castine-en-Plaine.